# Birinci Çaylı
Birinci Çaylı è un comune dell'Azerbaigian situato nel distretto di Şamaxı. Conta una popolazione di 1 686 abitanti.